# Sonny Shackelford
Sonny Shackelford (13 de abril de 1985 en Los Ángeles, California) es un jugador profesional de fútbol americano juega la posición de wide receiver para Sacramento Mountain Lions en la United Football League. El firmó como agente libre para San Diego Chargers en 2007. Jugó como colegial en Washington.
También jugó para Spokane Shock y Mahoning Valley Thunder de la Arena Football League y para California Redwoods en la United Football League.

## Estadísticas
|           |       | Recepción | Recepción | Recepción | Recepción | Recepción | Carrera | Carrera | Carrera | Carrera | Carrera | Defensa | Defensa | Defensa | Defensa | Defensa | Defensa |
| Temporada | Año   | N.º       | Yds       | Avg       | TD        | Lg        | Att     | Yds     | Avg     | TD      | Lg      | Tkl     | Ast     | Tot     | Sck     | Yds     | FF      |
| 2009      | CAR   | 21        | 249       | 11.9      | 0         | 28        | 1       | -3      | -3.0    | 0       | 0       | 4       | 2       | 5.0     | 0.0     | 0       | 0       |
| 2010      | SML   | 2         | 21        | 10.5      | 0         | 15        | 0       | 0       | 0.0     | 0       | 0       | 0       | 0       | 0.0     | 0.0     | 0       | 0       |
| Total     | Total | 23        | 270       | 11.7      | 0         | 28        | 1       | -3      | -3.0    | 0       | 0       | 4       | 2       | 5.0     | 0.0     | 0       | 0       |